# Karl Touton
Karl Touton (Alzey, 2 maggio 1858 – Wiesbaden, 27 settembre 1934) è stato un dermatologo e botanico tedesco.

## Biografia
Studiò medicina presso le Università di Würzburg e Friburgo, conseguendo il dottorato in medicina nel 1881. Dopo la laurea, proseguì la sua formazione a Tubinga con il patologo Ernst Ziegler ea Vienna con i dermatologi Moriz Kaposi e Isidor Neumann. Dal 1885 fu un dermatologo a Wiesbaden.
Come botanico si specializzò in studi sul genere Hieracium. Lavorò a stretto contatto con il botanico August Schlickum (1867-1946), con il quale condusse escursioni scientifiche in Renania e in Algovia. Il suo erbario di circa 20.000 oggetti fu acquistato nel 1929 e nel 1935 dal museo botanico di Berlino-Dahl.

## Opere principali
- Vergleichende Untersuchungen über die Entwickelung der Blasen in der Epidermis, 1882.
- Über die sexuelle Verantwortlichkeit: ethische und medizinisch-hygienische Tatsachen und Ratschläge ; ein Vortrag vor Abiturienten, 1919.
- Hauterkrankungen durch phanerogamische Pflanzen und ihre Produkte, 1932.[1]